# Haliptilon paniculatum
Haliptilon paniculatum (J. V. Lamouroux) Garbary & H.W. Johansen, 1982 é o nome botânico de uma espécie de algas vermelhas pluricelulares do gênero Haliptilon.
- São algas marinhas encontradas nas Ilhas Maurícias.

## Sinonímia
- Corallina paniculata J. V. Lamouroux, 1824
- Jania paniculata (Lamouroux) Decaisne, 1842